# Karl zu Eulenburg
Karl Kuno Eberhard Wend Graf zu Eulenburg (* 16. Juni 1885 in Starnberg; † 4. Dezember 1975 in Weeze) war ein deutscher Schriftsteller.

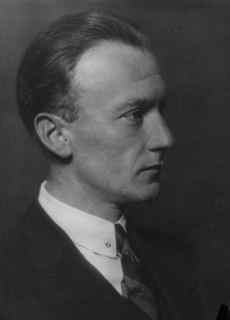
Karl Graf zu Eulenburg (1885–1975)

## Leben

### Herkunft
Karl Graf zu Eulenburg entstammte dem Adelsgeschlecht zu Eulenburg und war der jüngste überlebende Sohn der insgesamt acht Kinder des Fürsten Philipp zu Eulenburg (* 12. Februar 1847 in Königsberg; † 17. September 1921 in Liebenberg) und dessen schwedischer Ehefrau Augusta, geborene Freiin von Sandels (* 12. Mai 1853 in Stockholm; † 14. Dezember 1941 in Liebenberg), einzige Tochter von Samuel, dem letzten Grafen von Sandels und der Henrietta von Tersmeden. Er behielt zeitlebens als nachgeborener Sohn den Grafentitel.
Sein Großonkel war der Leiter der preußischen Ostasien-Expedition und spätere Innenminister Friedrich zu Eulenburg, seine Onkel zweiten Grades der Innenminister und preußische Ministerpräsident (1892–1894) Botho zu Eulenburg sowie der Königlich Preußische Oberhofmarschall und Hausminister August zu Eulenburg. Die Widerstandskämpferin Libertas Schulze-Boysen, die zeitweise auf Schloss Liebenberg aufwuchs, war seine Nichte. Otto Ludwig Haas-Heye war kurzzeitig sein Schwager.

### Kindheit und Ausbildung
Eulenburg verbrachte seine Kindheit mit seinen fünf Geschwistern in Starnberg, Oldenburg, Stuttgart und ab 1894 in Wien, wo sein Vater als preußischer Botschafter bis 1903 tätig war. Zunächst erhielt er wie seine älteren Brüder Friedrich-Wend und Sigwart Privatunterricht durch einen Hauslehrer, wechselte dann auf das Goslarer Gymnasium, wo er 1903 sein Abitur absolvierte. Auf Wunsch seines Vaters begann er mit dem Jurastudium, das er im Folgejahr in München aufnahm. 1905 erbten er und sein Bruder Sigwart von dem kinderlosen, mit seinem Vater in Wien befreundeten Baron Nathaniel von Rothschild ein beträchtliches Vermögen. Da das väterliche Gut Schloss Liebenberg in der Provinz Brandenburg der Erbfolgeregelung des Fideikommiss unterlag und daher nahezu der gesamte Besitz an den ältesten Sohn vererbt wurde, hatte Rothschild als materiellen Ausgleich die beiden jüngeren Söhne in seine Erbschaft eingeschlossen. Nun unabhängig geworden, entschloss sich Karl zu einem Studium des Sanskrit in Berlin. Die sich an sein mehrjähriges Studium anschließende Promotion konnte er aufgrund des Ablebens seines Doktorvaters nicht mehr abschließen.

### Weiterer Werdegang
In Nachfolge der Skandalprozesse um seinen Vater Philipp zu Eulenburg 1906 bis 1908, der sog. Harden-Eulenburg-Affäre, verließ Karl sein Elternhaus. In Italien erwarb Karl zu Eulenburg die Torre Talao in Scalea (Kalabrien), einen Küstenbefestigungsturm aus dem 16. Jahrhundert. Die sich um den Turm rankenden Legenden inspirierten ihn zu seinem Roman Die Schicksalslosen, der schließlich 1928 bei Grunow in Leipzig erschien. Nachdem Karl während des Ersten Weltkriegs vom Militär aufgrund schwacher gesundheitlicher Konstitution ausgemustert wurde, wurde Coppet am Genfersee, in unmittelbarer Nähe des Schlosses der Madame de Staël, zum langjährigen Hauptaufenthaltsort.

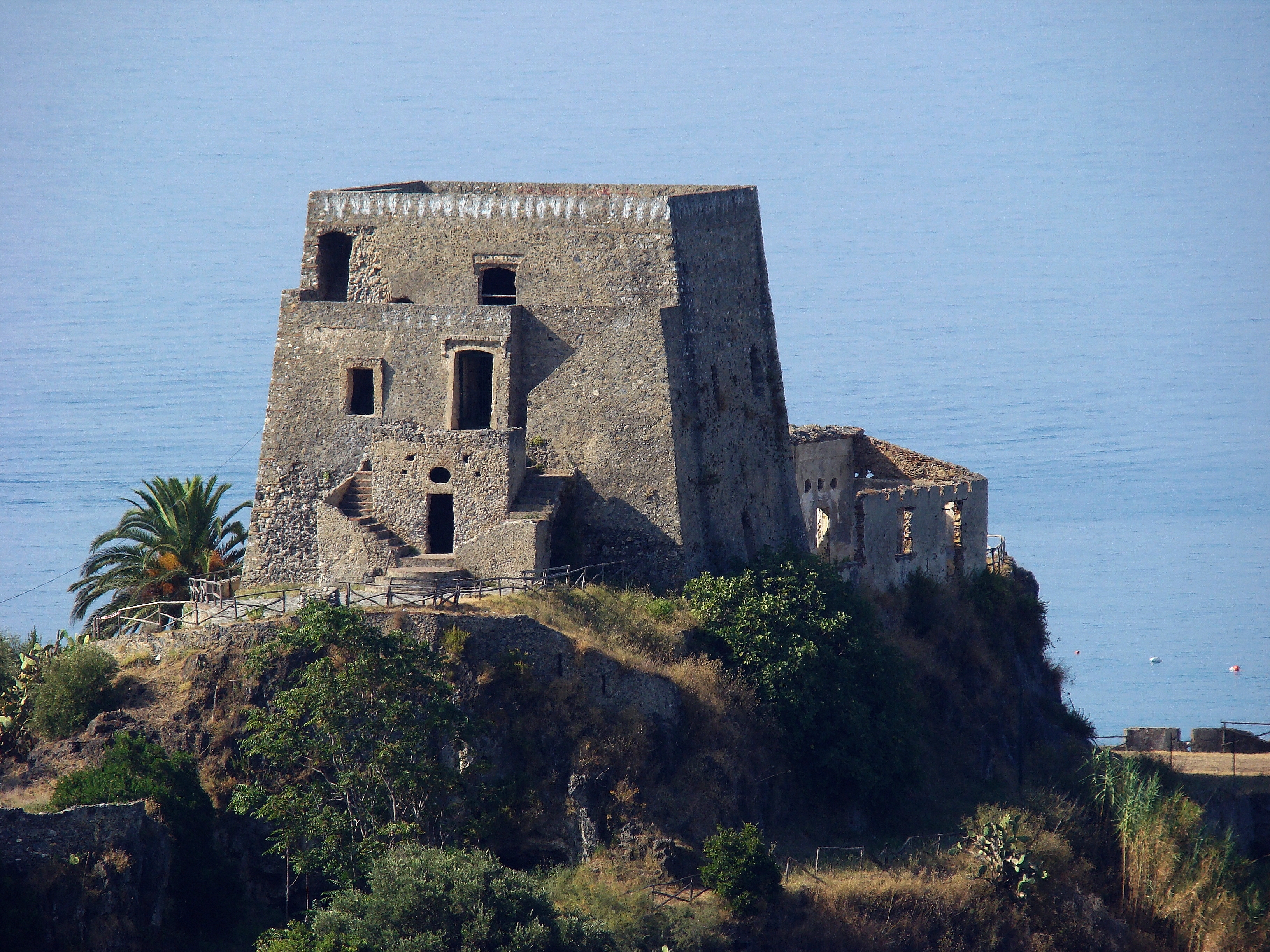
Torre Talao in Scalea, Kalabrien

Kurz nach Ende des Ersten Weltkriegs wurden große Teile des Auslandsvermögens Karls konfisziert und schließlich während der Inflation vollends aufgezehrt. Karl nahm um 1923 eine Tätigkeit als Lektor für einen Münchner Verlag auf.
Karl übernahm die Verantwortung für das umfassende und für die Geschichte Brandenburgs und Preußens bedeutsame Eulenburg und Hertefeldsche Guts- und Familienarchiv. Die Besitzung befand sich zu diesem Zeitpunkt wie alle größeren Güter in einer schwierigen wirtschaftlichen Lage. Parallel widmete er sich der Schriftstellerei und verfasste zahlreiche Kurzgeschichten, Novellen und Kritiken, unter anderem für den Ullstein Verlag, Westermanns Monatshefte und den Mannheimer Morgen. 1926 veröffentlichte er seinen zweiten Roman, Die Brunnen der großen Tiefe, im Verlag Fr. Will. Grunow, Leipzig. Ab 1932 verhandelte er mit einem Verlag in Dresden zu dem schriftlichen Nachlass des Vaters.
Karl zu Eulenburg war Mitglied des Schutzverbands deutscher Schriftsteller. Dem Nationalsozialismus kritisch gegenüberstehend, trat er aus dem Verband aus, als dieser 1933 von den Nationalsozialisten in den Reichsverband deutscher Schriftsteller überführt wurde.
Im April 1945 floh er mit seinem Bruder Friedrich Wend und dessen Frau Marie vor der einrückenden sowjetischen Armee zu seiner bereits vorzeitig evakuierten Frau und Tochter nach Schleswig-Holstein. Sämtliche Originalmanuskripte Karls, wie auch das genannte Archiv, gingen im April 1945 mit dem Einmarsch sowjetischer Truppen fast vollständig verloren.
Nach Stationen als Flüchtling in Holstein und Hessen, übersiedelte Karl zu Eulenburg mit seiner Familie Anfang der 1950er Jahre auf den wiederaufgebauten niederrheinischen Familienbesitz seines Bruders Friedrich-Wend, Haus Hertefeld bei Weeze, wo er am 4. Dezember 1975 starb. Karl Graf zu Eulenburg wurde auf dem Familienfriedhof in Hertefeld bestattet. Posthum erschien 1978 Die Frau des Potiphar, sein dritter und letzter Roman.

## Familie
1908 heiratete er auf der Insel Jersey die junge Münchener Schriftstellerin Sophie „Stry“ Moshammer (1891–1944). 1909 wurde die gemeinsame Tochter Flita Edeltraud Astria geboren, sie starb im November 1945 in Berlin unter bis heute unbekannten Umständen. Die junge Familie lebte dann in Frankreich und Italien. Das Ehepaar Karl und Sophie zu Eulenburg ließ sich im April 1923 scheiden. Im November 1923 heiratete er in München die junge Niederländerin Geertruida van Kammingha Verwey (1901–1988), Tochter des Dr. med. Titus Verwey und der Baronesse Bertha van Dedem van Driesberg. Das Ehepaar übersiedelte kurz darauf auf Schloss Liebenberg, das unterdessen Karls älterer Bruder Friedrich-Wend geerbt hatte. Seine Tochter Titia (* 16. Oktober 1928) aus zweiter Ehe heiratete 1957 in Weeze den Diplomaten und Juristen Thilo Rötger.

## Veröffentlichungen
- Athreias Grab. In: Der Orchideengarten. Phantastische Blätter. 2. Jahrgang, Heft 18, 1920, S. 1–4 (Digitalisat).
- Latuk. Groteske. In: Der Orchideengarten. Phantastische Blätter. 2. Jahrgang, Heft 23, 1920, S. 14–16 (Digitalisat).
- Die Brunnen der großen Tiefe. Ein Atlantisroman. Verlag Fr. Wilh. Grunow, Leipzig 1926.
- Die Experimente des Dr. Heil. Novelle. In: Uhu, Heft 1, Ullstein Verlag, Berlin 1925.
- Die Schicksalslosen. Roman. Verlag Fr. Wilh. Grunow, Leipzig 1928.
- Die Frau des Potiphar. Roman aus dem alten Ägypten. Universitas Verlag, Berlin 1978, ISBN 3-8004-0859-7.